# 돈 펠로스

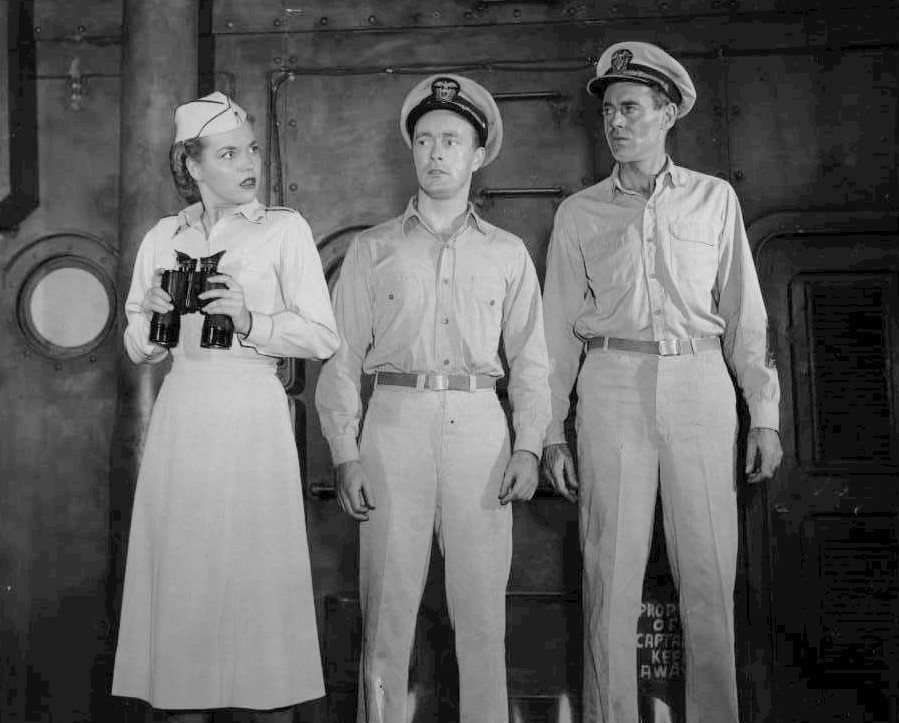

돈 펠로스(Don Fellows, 1922년 12월 22일 ~ 2007년 10월 21일)는 미국의 배우이다.
솔트레이크시티에서 태어났으며 런던에서 사망하였다.

## 영화
- 슈퍼맨 2 - 리차드 도너 편집판 (2006년)
- 호스슈즈 (1998년)
- 벨벳 골드마인 (1998년) - 루 역
- 워싱턴 긴급 지령 (1988년)
- 슈퍼맨 4 - 최강의 적 (1987년)
- 아메리칸 웨이 (1986년)
- 잊혀진 영웅 와렌버그 (1985년)
- 특공대작전 2 - 재편성 부대 (1985년)
- 로맨틱 컴퓨터 (1984년) - 미스터 라일리 역
- 바늘 구멍 (1981년)
- 레이더스 (1981년) - 머스그로브 역
- 슈퍼맨 2 (1980년)
- 어느 멋진 날 (1979년)
- 아이크 (1979년)
- 미합중국 최후의 날 (1977년)
- 스파이 스토리 (1976년)
- 오멘 (1976년)
- 더 네이키드 시빌 서번트 (1975년)
- 불타는 추적 (1975년)
- 스파이크 갱 (1974년)
- 심바이오우사이코우택서플래점: 테이크 원 (1968년)
- 프리티 포이즌 (1968년)
- 형사 (1968년)